# Дюнкерк-Уэст
Дюнке́рк-Уэст (фр. Dunkerque-Ouest) — упраздненный кантон во Франции, регион Нор — Па-де-Кале, департамент Нор. Входил в состав округа Дюнкерк.
В состав кантона входили коммуны (население по данным Национального института статистики за 2011 г.):
- Каппель-ла-Гранд (8 096 чел.)
- Дюнкерк (центральные и южные кварталы, квартал Пети-Синт и присоединенная коммуна Сен-Поль-сюр-Мер) (39 944 чел.)

## Политика
Жители кантона придерживались левых взглядов. На президентских выборах 2012 г. они отдали в 1-м туре Франсуа Олланду 30,9 % голосов против 24,4 % у Марин Ле Пен и 21,1 % у Николя Саркози, во 2-м туре в кантоне победил Олланд, получивший 65,8 % голосов (2007 г. 1 тур: Сеголен Руаяль — 28,0 %, Саркози — 24,9 %; 2 тур: Руаяль — 52,1 %). На выборах в Национальное собрание в 2012 г. по 13-му избирательному округу департамента Нор жители кантона поддержали действующего депутата, кандидата левых Кристиана Ютена, набравшего 47,8 % голосов в 1-м туре и 64,2 % — во 2-м туре. (2007 г. 12-й округ. Кристиан Ютен (РГД): 1-й тур: — 48,8 %, 2-й тур — 69,0 %). На региональных выборах 2010 года в 1-м туре победил список социалистов, собравший 36,1 % голосов. Второе место занял список Национального фронта, получивший 21,2 %, а список «правых» во главе с СНД получил только 13,4 % голосов. Во 2-м туре единый «левый список» с участием социалистов, коммунистов и «зелёных» во главе с Президентом регионального совета Нор-Па-де-Кале Даниэлем Першероном получил 56,2 % голосов, «правый» список во главе с сенатором Валери Летар занял второе место с 24,7 %, а Национальный фронт Марин Ле Пен с 19,1 % финишировал третьим.
|  | Кандидат     | Партия                    | % голосов |
|  | ------------ | ------------------------- | --------- |
|  | Мари Фабр    | Социалистическая партия   | 77,76     |
|  | Жаклин Габан | Союз за народное движение | 22,24     |